# Cystostemon socotranus
Cystostemon socotranus är en strävbladig växtart som beskrevs av Isaac Bayley Balfour. Cystostemon socotranus ingår i släktet Cystostemon, och familjen strävbladiga växter. Inga underarter finns listade i Catalogue of Life.